# Elżbieta Krywsza-Fedorowicz
Elżbieta Krywsza-Fedorowicz (ur. 4 czerwca 1944 w Łodzi, zm. 24 maja 2018 w Krakowie) – polska scenografka teatralna i telewizyjna. Żona Jerzego Fedorowicza. 

## Życiorys
Ukończyła Studium Scenografii na krakowskiej Akademii Sztuk Pięknych, pod kierunkiem Andrzeja Stopki. Przygotowywała scenografię dla spektakli Teatru Telewizji: Poskromienie złośnicy Williama Szekspira i Mieszczanin szlachcicem – oba w reżyserii Jerzego Stuhra (1993). W latach 1970–1973 związana z Teatrami Dramatycznymi w Szczecinie, gdzie była odpowiedzialna za scenografię do następujących spektakli: Wkrótce nadejdą bracia Janusza Krasińskiego (1970), Wybraniec, czyli Historia Tomasza Manna, Miłość czysta u kąpieli morskich Cypriana Kamila Norwida. W latach 1973–2013 była scenografem Teatru Ludowego w Krakowie-Nowej Hucie.
Współpracowała również, jako scenograf i kostiumolog z następującymi teatrami: Teatrem im. Aleksandra Fredry w Gnieźnie, Teatrem im. Wandy Siemaszkowej w Rzeszowie, Teatrem im. Jana Kochanowskiego w Opolu, Operetką Śląską w Gliwicach, Centrum Sztuki – Teatrem Dramatycznym w Legnicy, Teatrem Muzycznym w Lublinie, teatrami Komedia i Rampa w Warszawie, Teatrem Zagłębia w Sosnowcu, Teatrem Korez w Katowicach.

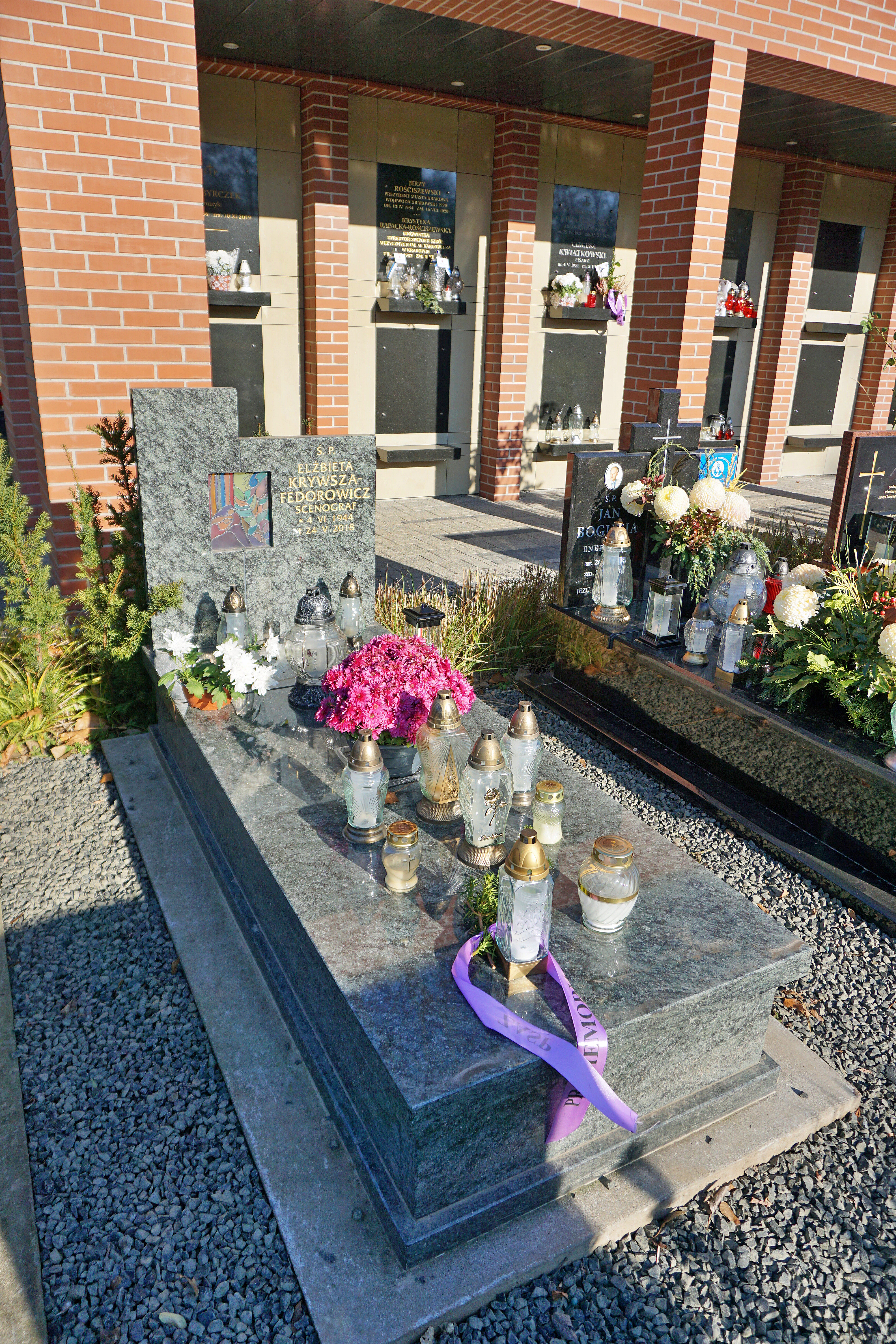
Grób Elżbiety Krywszy-Fedorowicz na cmentarzu wojskowym przy ul. Prandoty w Krakowie

Została pochowana w Alei Zasłużonych cmentarza Rakowickiego (część przy ul. Prandoty, kwatera CIX-1-2).